# 평행우주
평행우주(平行宇宙, 영어: parallel universe) 또는 패러렐 월드(영어: parallel world)는 평행 우주설에 의한 가상의 우주 모형으로, 같은 모습을 가지고 같은 시간을 공유하는 수없이 많은 우주다. 어떤 우주(세계)에서 분기하여 그에 병행해 존재하는 또 다른 우주(세계)를 의미하며, 자신이 살고 있는 세계가 아닌 평행선 상에 위치한 다른 세계이다. 즉, '내가 선택하지 않은 또 다른 내가 살고 있는 세계'를 뜻하며, 넓은 의미로 평행우주(Parallel Universe)는 다중 우주를 의미하기도 한다. 일반적으로 다중 우주는 여러 개의 우주가 있다는 이론이고, 평행우주는 동일한 차원의 우주만을 의미한다. 차원은 같지만 다른 세계이다.